# Peter Paul Cahensly

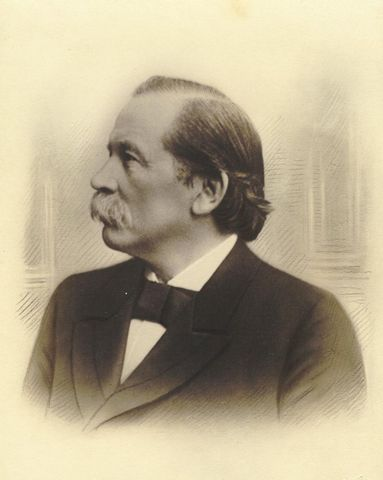
Peter Paul Cahensly

Simon Peter Paul Cahensly (* 28. Oktober 1838 in Limburg an der Lahn; † 25. Dezember 1923 in Koblenz) war ein deutscher Großkaufmann und katholischer Sozialpolitiker. Insbesondere machte er sich um die Unterstützung deutscher katholischer Auswanderer verdient.

## Leben und berufliches Engagement
Cahenslys Großeltern stammten ursprünglich aus dem Schweizerischen Graubünden, besaßen aber auch ein Haus in Limburg, das später zum Familiensitz wurde. Cahensly besuchte die Realschule in Limburg und das Realgymnasium in Trier. Anschließend absolvierte er eine kaufmännische Ausbildung in Köln und arbeitete später als Kaufmann in Le Havre. Dort lernte er das harte Los der Auswanderer nach Übersee kennen. Beruflich bereiste er viele Teile Deutschlands und zahlreiche europäische Länder. Im Jahr 1868 übernahm er das Familienunternehmen in Limburg, das Großhandel mit Kolonialwaren betrieb und im Bankgeschäft tätig war. Cahensly baute das Unternehmen weiter aus.
Cahensly war streng katholisch, weshalb er täglich die Messe besuchte und die Lehrlinge seines Unternehmens bei sich wohnen ließ, um sie zu guten Christen zu erziehen. Auch machte er sich für die Ansiedlung der Pallottiner in Limburg stark.
1870 gehörte Cahensly zu den Mitbegründern des Nassauer Boten, der fortan in der Limburger Vereinsdruckerei gedruckt wurde, zu deren Gründern Cahensly ebenfalls gehörte.

## Auswandererhilfe

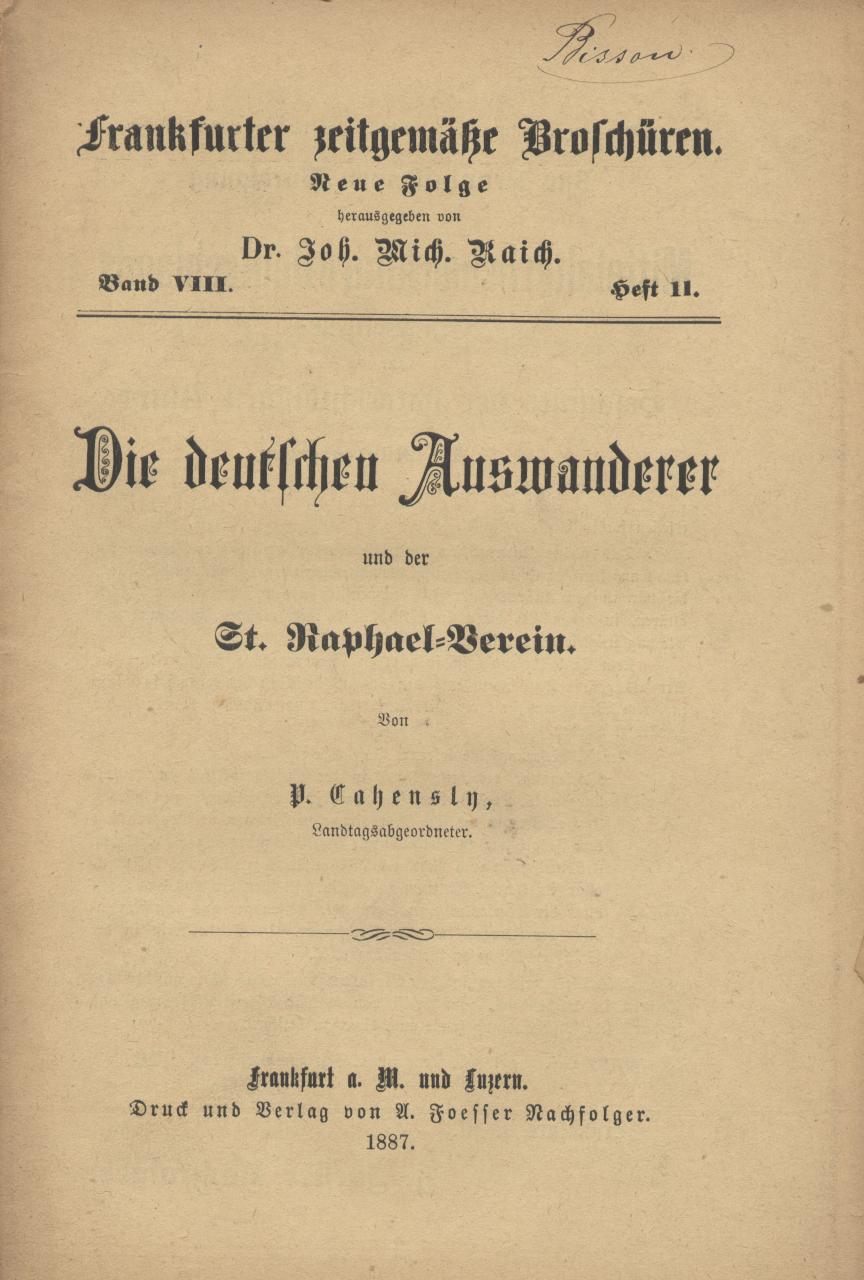
Broschüre Cahenslys zur Auswandererproblematik, 1887

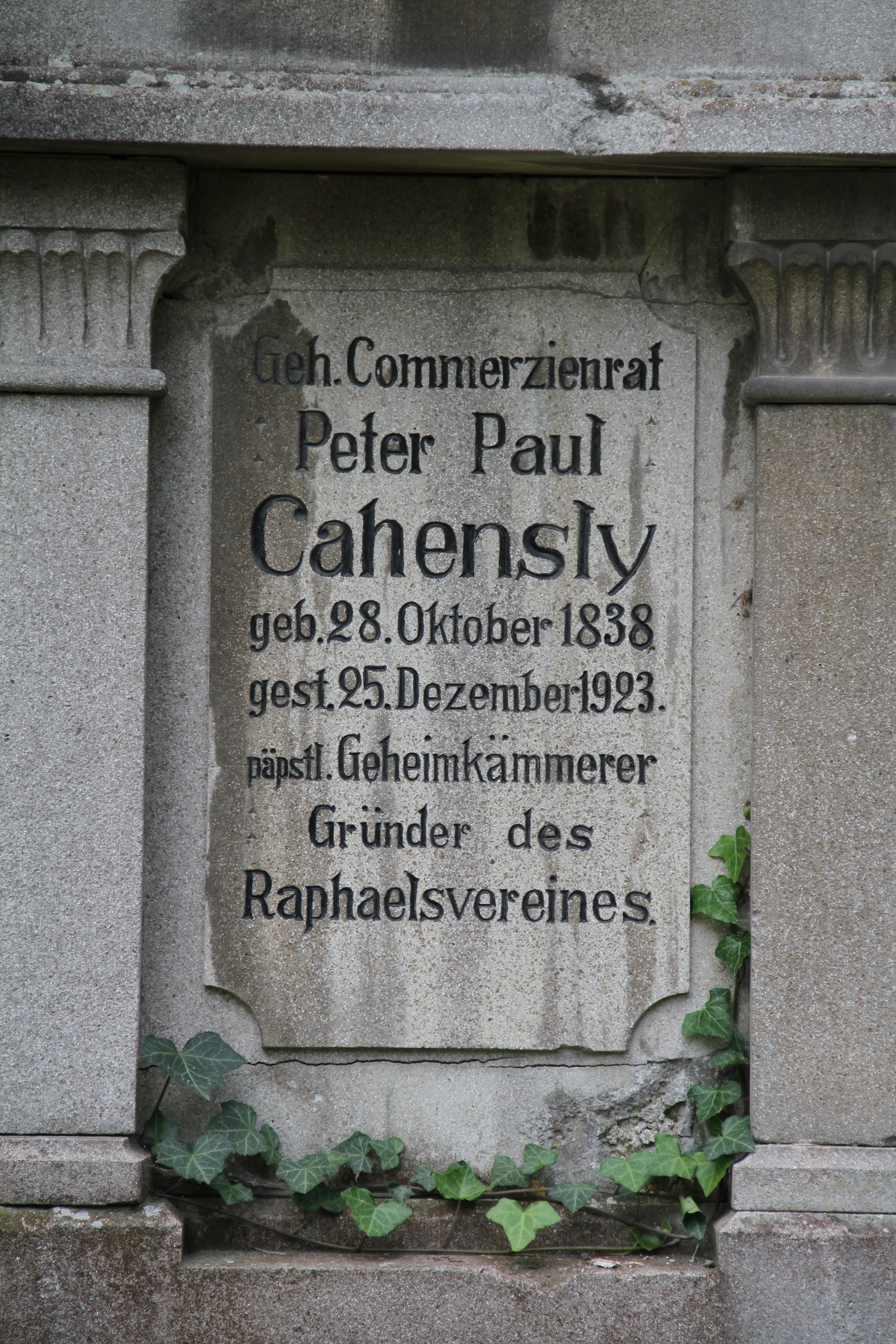
Grabmal Cahenslys auf dem Domfriedhof in Limburg

Cahensly gründete 1871 den „St. Raphaels-Verein zum Schutze deutscher Auswanderer“ um diesen organisatorische Hilfe und Schutz zu bieten. Wichtig war ihm aber auch die religiöse Komponente, da der Verein sich insbesondere um das „Seelenheil“ der Auswanderer kümmerte.
Als Generalsekretär des Vereins reiste Cahensly 1883 in die Vereinigten Staaten. Ziel war es, die Lebensverhältnisse der Auswanderer auf der Überfahrt, ihre Situation nach der Ankunft in New York City sowie in den Zielgebieten kennenzulernen. Auf der drei Monate dauernden Reise besuchte er deutsche Siedler in verschiedenen Bundesstaaten.
Im Jahr 1898 wurde er in den Beirat für das Auswandererwesen berufen. Ein Jahr später wurde er Präsident des St. Raphael–Vereins. Langfristig führte Cahenslys Tätigkeit zu einer Verbesserung der Verhältnisse in den Häfen und auf den Auswandererschiffen. Es entstanden internationale Organisationen zum Auswandererschutz. In Deutschland kam nicht zuletzt auf Betreiben von Cahensly ein Reichsgesetz über das Auswandererwesen (1897) zu Stande.
Neben den Auswanderern bemühte er sich auch um katholische Seeleute durch Gründung von Seemannsmissionen sowie um italienische Saisonarbeiter.

## Streit um den Cahenslyismus
In den Vereinigten Staaten stieß der Versuch seines Vereins deutschsprachige Seelsorge für Ausgewanderte zu schaffen auf Widerstand, da man ihm einen nationalen „Cahenslyismus“ unterstellte. Tatsächlich beanspruchte Cahensly als Sprecher eines Teils der deutschstämmigen Katholiken, die wegen des Kulturkampfes in ihrer Heimat meist antiliberal waren, eine gewisse Eigenständigkeit und Berücksichtigung dieser Gruppe durch die kirchliche Hierarchie in Amerika. Dagegen plädierte der Erzbischof John Ireland und Kardinal James Gibbons für eine rasche Amerikanisierung der Einwanderer. Papst Leo XIII. verfasste 1899 daraufhin das Schreiben „Testem benevolentiae“ an Kardinal Gibbons, mit dem er Ruhe in die lebhafte amerikanische Diskussion bringen wollte.

## Politisches Wirken
Cahensly war auch politisch aktiv. Er war von 1904 bis 1914 Stadtverordnetenvorsteher und Kreistagsmitglied. Außerdem gehörte er für die Zentrumspartei zwischen 1886 und 1916 dem preußischen Abgeordnetenhaus sowie von 1898 bis 1903 dem Reichstag an.
Ende des 19. Jahrhunderts setzte er sich für den Erhalt des Seltersbrunnens ein, nachdem der Brunnen 1875 seine Spitzenposition im Markt verloren hatte und von dem Flaschenfabrikanten Friedrich Siemens 1894 übernommen wurde. Auch forderte Cahensly eine Ausweitung des bis dato mit den Gemeinden Nieder- und Oberselters vereinbarten Haustrunks auf die Bürger mehrerer angrenzender Gemeinden, konnte sich aber nicht durchsetzen. Zudem kämpfte er erfolglos im Namen der Westerwälder Kannenbäcker für die mit der Firma Siemens vertraglich vereinbarte Abnahme von zwei Millionen Krügen pro Jahr, an deren Erfüllung sich das Unternehmen nicht hielt.

## Ehrungen

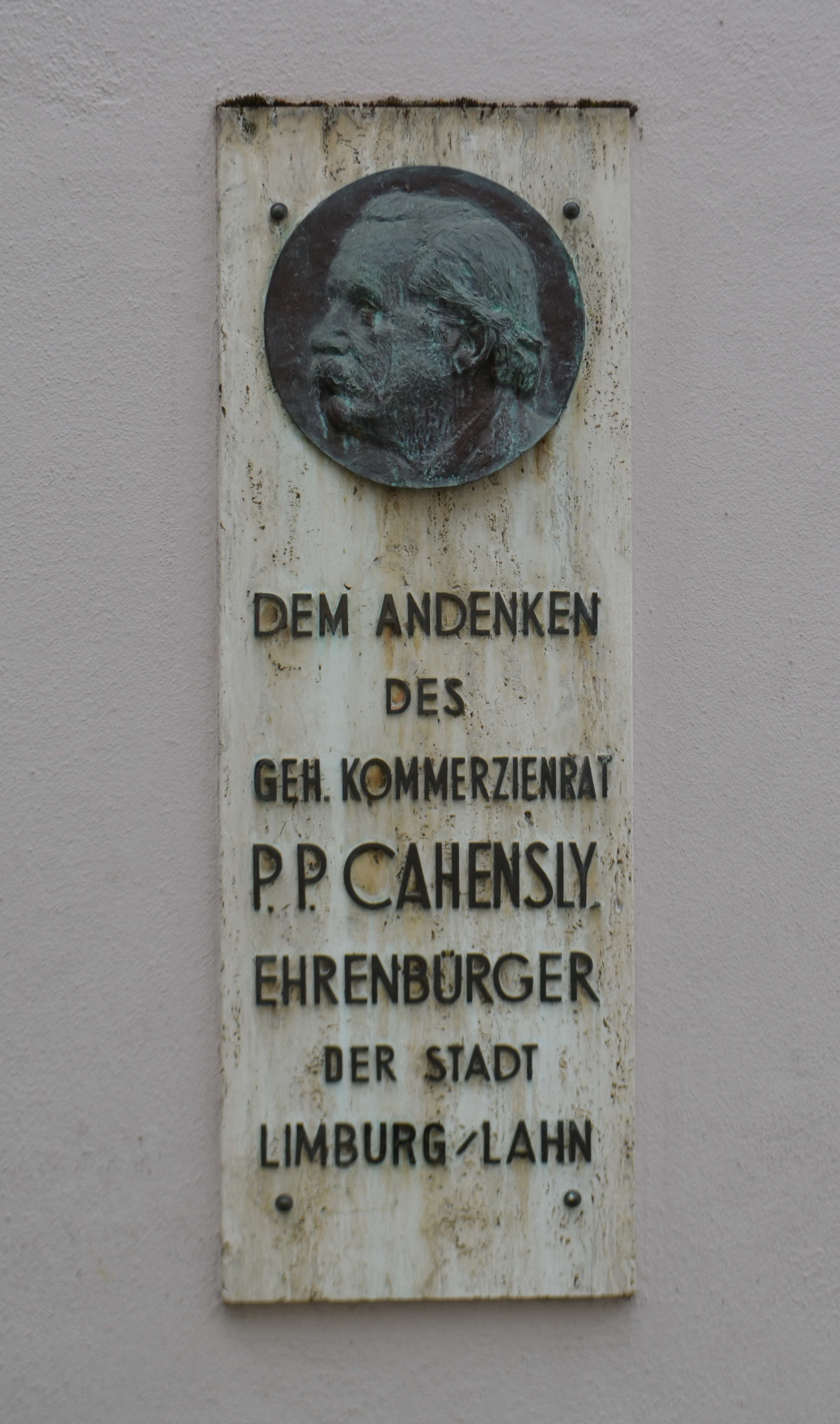
Gedenktafel in Limburg, Kornmarkt 9

1899 erhielt Cahensly das päpstliche Ehrenkreuz „Pro ecclesia et pontifice“ in Gold und wurde 1907 zum päpstlichen Geheimkämmerer ernannt. 1911 wählte ihn die 58. Generalversammlung der deutschen Katholiken anlässlich des 40-jährigen Bestehens des St. Raphaels-Vereins zu ihrem Ehrenpräsidenten. Im Jahr 1913 wurde ihm die Ehrenmitgliedschaft des Deutschen Caritasverbandes zuerkannt. 1903 erhielt er den Titel eines Königlich Preußischen Kommerzienrates. Am 28. Oktober 1913 wurde er zum Ehrenbürger der Stadt Limburg ernannt. Heute sind in Limburg die Peter-Paul-Cahensly-Schule und eine Straße nach ihm benannt.